# Baby Arizmendi
Baby Arizmendi (Tamaulipas, 17 marzo 1913 – 31 dicembre 1962) è stato un pugile messicano.
La International Boxing Hall of Fame lo ha riconosciuto fra i più grandi pugili di ogni tempo.

## Gli inizi
Professionista dal 1927.

## La carriera
Pur non vincendo alcun titolo mondiale, incontrò i migliori pugili delle proprie categorie, a volte battendoli. Incontrò Fidel LaBarba, Henry Armstrong, Lou Ambers, Sammy Angott.